# Diadegma fugitivum
Diadegma fugitivum là một loài tò vò trong họ Ichneumonidae.